# Urozelotes
Genre
Urozelotes est un genre d'araignées aranéomorphes de la famille des Gnaphosidae.

## Distribution
Les espèces de ce genre se rencontrent en Europe, en Asie et en Afrique. Urozelotes rusticus a été introduite en Amérique et en Australie.

## Liste des espèces
Selon World Spider Catalog (version 24.5, 27/11/2023) :
- Urozelotes clarus (Wunderlich, 2023)
- Urozelotes kabenge FitzPatrick, 2005
- Urozelotes mysticus Platnick & Murphy, 1984
- Urozelotes patulusus Sankaran & Sebastian, 2018
- Urozelotes rusticus (L. Koch, 1872)
- Urozelotes trifidus Tuneva, 2003

## Systématique et taxinomie
Ce genre a été décrit par Mello-Leitão en 1938 dans les Drassidae.

## Publication originale
- Mello-Leitão, 1938 : « Algunas arañas nuevas de la Argentina. » Revista del Museo de La Plata (Nueva Serie), vol. 1, p. 89-118.